# Keystone (Colorado)
Keystone és una concentració de població designada pel cens dels Estats Units a l'estat de Colorado. Segons el cens del 2000 tenia 825 habitants.

## Demografia
Segons el cens del 2000, Keystone tenia 825 habitants, 327 habitatges, i 88 famílies. La densitat de població era de 7,8 habitants per km².
Dels 327 habitatges en un 6,7% hi vivien nens de menys de 18 anys, en un 22% hi vivien parelles casades, en un 1,5% dones solteres, i en un 72,8% no eren unitats familiars. En el 21,1% dels habitatges hi vivien persones soles el 0,6% de les quals corresponia a persones de 65 anys o més que vivien soles. El nombre mitjà de persones vivint en cada habitatge era de 2,23 i el nombre mitjà de persones que vivien en cada família era de 2,42.
Per edats la població es repartia de la següent manera: un 7,2% tenia menys de 18 anys, un 39,9% entre 18 i 24, un 36,5% entre 25 i 44, un 12,5% de 45 a 60 i un 4% 65 anys o més.
L'edat mediana era de 26 anys. Per cada 100 dones de 18 o més anys hi havia 195,8 homes.
La renda mediana per habitatge era de 43.654 $ i la renda mediana per família de 68.750 $. Els homes tenien una renda mediana de 26.563 $ mentre que les dones 30.833 $. La renda per capita de la població era de 24.085 $. Cap de les famílies i el 22,1% de la població estaven per davall del llindar de pobresa.

## Poblacions més properes
El següent diagrama mostra les poblacions més properes.